# 이마오카 마코토
이마오카 마코토(일본어: 今岡 誠, 1974년 9월 11일 ~ )는 일본의 은퇴한 프로 야구 선수이자 야구 지도자, 야구 해설가, 평론가이다.
현역 시절에는 한신 타이거스와 지바 롯데 마린스에서 활약했으며 지바 롯데에서 맞이한 현역 마지막 연도(2012년)에는 2군의 타격 코치 겸 수비 코치도 맡았다. 2016년부터는 한신의 2군 타격 겸 야수 종합 코치를 역임했고. 2018년부터 2020년까지 지바 롯데 마린스의 2군 감독을 역임했고 2021년에 1군 수석코치를 맡고 있다.

## 생애

### 프로 입단 전
PL가쿠엔 고등학교 3학년 시절인 제64회 선발 고등학교 야구 대회에 출전하면서 팀을 8강으로 이끌었고 도토 대학 야구 연맹 소속인 도요 대학에 진학한 이후에는 유격수로서 활약하는 등 통산 89경기 출장, 335타수 100안타, 타율 2할 9푼 9리, 12홈런, 73타점을 기록했다. 베스트 나인에 두 차례 선정되어 같은 리그에 소속된 아오야마가쿠인 대학에서 같은 학년과 동일한 포지션을 갖고 있는 이구치 다다히토와 쌍벽을 이루었다고 한다. 애틀랜타 올림픽에서는 닛폰 생명의 후쿠도메 고스케도 포함한 3명의 유격수가 대표팀 선수로 발탁되면서 주로 이구치(7번 유격수), 이마오카(8번 2루수), 후쿠도메(9번 3루수)로 기용되는 등 올림픽 기간 동안 타율 4할 3푼 5리를 기록했다.
이후 1996년 프로 야구 드래프트 회의에서 도요 대학 출신으로서는 첫 1순위 지명 선수로서 한신 타이거스를 역지명해 입단, 드래프트에서는 한신이 1순위 지명으로 교섭권을 얻어 계약금 1억 엔, 성과급 지급 5,000만 엔, 연봉 1,200만 엔(금액은 추정)으로 입단에 합의했다.

### 한신 타이거스 시절

#### 1997년 ~ 2001년
프로 1년차인 1997년에는 2루수로서 1군 경기에 출전했고 다음 해인 1998년에는 2번 유격수로서 거의 전 경기에 출전하는 등 타율 2할 9푼 3리를 기록했다. 그러나 2000년에는 갑작스런 부진에 시달리면서 40경기에만 출전해 타율 2할 1푼 2리로 시즌을 마감했다. 이듬해인 2001년은 개막 이후 2차전째와 3차전째에 홈런을 때려냈지만 그 이후의 성적은 평범하여 시즌 중반에는 수비의 부담을 가볍게 하기 위해서 3루수로 기용되었지만 시즌 홈런은 4개에 불과했다. 이 일로 인해 당시 노무라 가쓰야 감독과의 불화설이 나돌았을 정도로 순탄찮은 시련을 겪어야만 했다.

#### 2002년 ~ 2004년
2002년에는 춘계 스프링 캠프에서 기대 이상의 활약을 보여주면서 2루수의 주전 자리를 차지해 부진을 겪고 있는 아카호시 노리히로를 대신해 1번 타자로 고정되는 등 개인 최고 기록을 경신하는 타율 3할 1푼 7리와 15개의 홈런을 기록했다. 이듬해 2003년에는 작년과 마찬가지로 1번 타자로 기용돼 3할 4푼의 타율을 기록하여 타격왕 타이틀을 획득했고, 팀을 1985년 이후 19년 만에 센트럴 리그 우승에 기여했다. 또 2루수로서 골든 글러브상을 수상했다. 2003년에는 연간 첫회 선두 타자 홈런을 7개 기록(그 중 5개는 초구를 노려서 기록함), 2경기 연속으로 선두 타자로서 초구를 노린 홈런도 기록했다. 이듬해 2004년에는 3번 타자로 활약해 타율 3할 6리, 28홈런, 83타점 등 기대 이상의 성적을 남겼고 같은 해 한신 타이거스 선수 회장으로 취임했다.

#### 2005년
오카다 아키노부 감독의 의향으로 수비 부담을 경감하기 위해 3루수로 변경되어 타격에서는 승부에 강하다는 높은 평가를 받아 5번 타자로 발탁되는 등 후지무라 후미오의 구단 기록을 경신해 일본 프로 야구 역대 3위가 되는 147타점을 기록해 타점왕 타이틀을 획득함과 동시에 팀의 리그 우승 달성에 기여했다. 2005년은 득점권 타율이 3할 7푼 1리(170타수), 만루 타율 6할(25타수 15안타의 49타점), 만루 홈런 4개를 기록했고 시즌 29개를 때린 홈런 가운데 15개 홈런이 득점권에서 기록하였다. 3번 앤디 시츠, 4번 가네모토 도모아키, 5번 이마오카 등 3명에 의한 일명 ‘클린업 타자’ 합계 357타점은 구단 역사상 최고 기록이 되었다. 그러나 한편으로 3루 수비에서는 불안정함이 있어 3루수로서의 리그 3위인 14차례의 실책을 기록했는데 골수염의 일종인 ‘용수철 손가락’이 영향을 주었다고 말했다. 같은 해 선수 회장직에서 물러나 후임으로서는 아카호시 노리히로를 추천했다.

#### 2006년
춘계 스프링 캠프에서는 낮은 타율로 끝난 전년도 시즌에 대한 반성으로부터 “맞히는 것(안타를 치는 것)을 목표로 하면 자연스럽게 타점도 따라 온다. 중요한 것은 맞히는 것”이라고 말하는 등 타격폼 개조에 착수했다. 그러나 용수철 손가락이 한층 더 악화되어 타율은 2할대 전후로 침체되었다. 개막 이후부터 5번을 계속 맡았지만 타격 면에서는 좀처럼 오르지 않았고 6월 17일의 오릭스 버펄로스전에서 사구를 받아 오른쪽 손목에 부상당한 적도 있어 용수철 손가락의 수술을 강행했다. 9월 17일의 주니치 드래건스전에 대타로 출전하여 복귀했지만 수술 이후이기 때문에 송구를 할 수 없었던 적도 있어 복귀 후에는 선발 멤버로서의 출전은 없었다.

#### 2007년

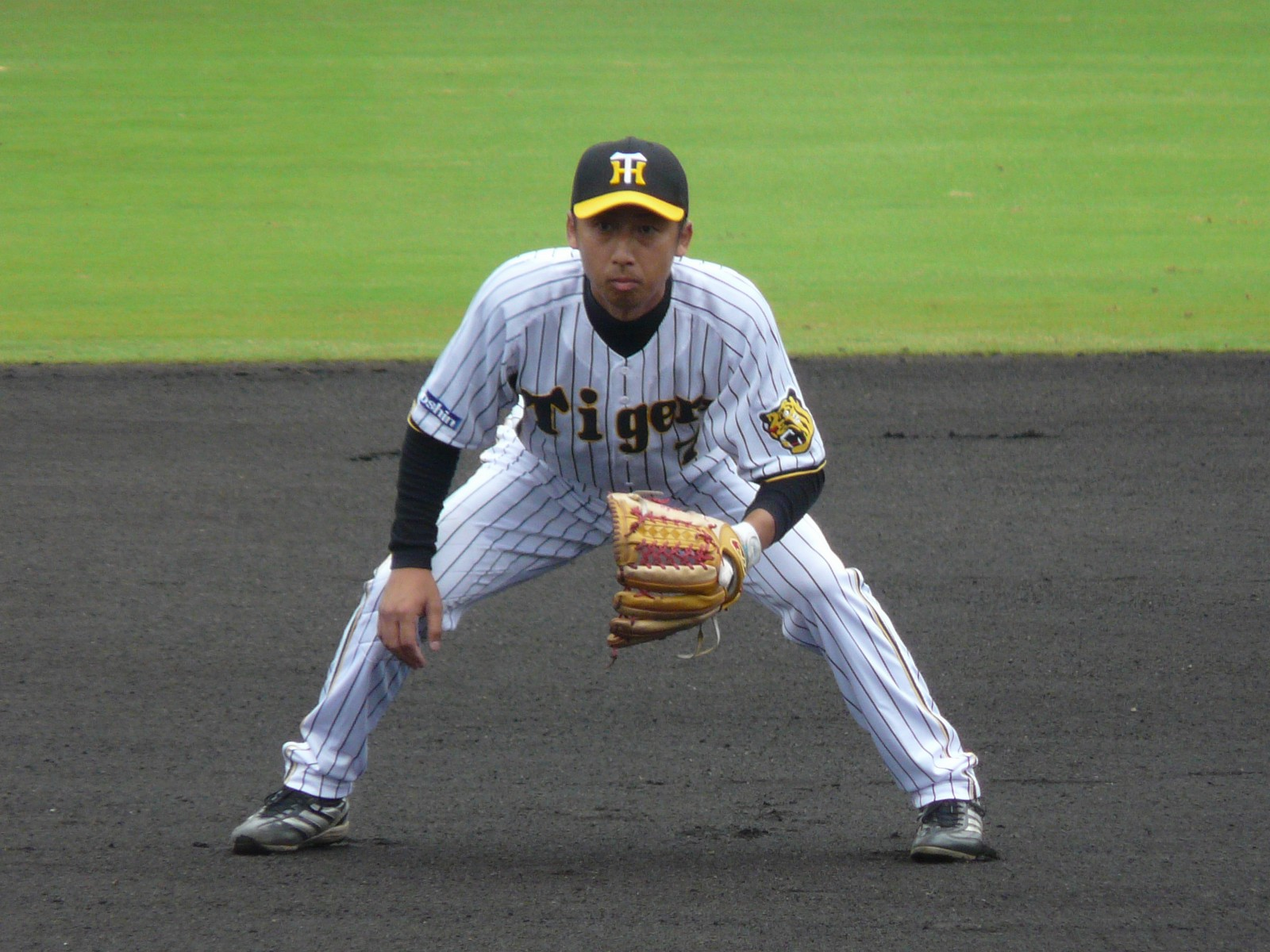
수비 플레이를 하고 있는 이마오카

이듬해에는 개막 이후부터 5번을 차지해 전반기에는 타율 3할대 전후를 유지하여 2005년과는 반대로 주자가 없는 상황에서는 4할을 넘는 출루율을 기록했지만 득점권으로 치지 못하고 전반기는 17타점에 머물렀다. 7월 25일에 1군 등록이 말소되어 9월 27일에는 다시 1군으로 재승격하면서 5번 3루수로 원래의 위치로 돌아와 6경기에서 7타점을 올렸다. 같은 해 베이징 올림픽 아시아 예선의 1차 후보 선수(5월 8일 발표)의 일원이 되어 호시노 센이치 일본 대표팀 감독의 해결사로서 기대되고 있었지만 10월 12일에 발표된 최종 후보 선수에서 탈락되었다.

#### 2008년
스프링 캠프에서는 홈런 개수의 증가를 목표로 두면서 전년도 오프로부터 시작했던 트레이닝에 의한 근력 강화에 임하는 등 FA로 한신에 입단한 아라이 다카히로와의 수비 위치 경쟁이 주목을 받았지만 오카다 감독은 빠를 때부터 아라이를 1루수, 이마오카를 3루수로 기용하겠다는 방침이 내려졌다. 5번 3루수로서 1군에서의 개막을 보내게 되었지만 타율이 1할대로 떨어질 정도로 성적이 침체되었고 수비에서도 실책성 플레이가 눈에 띄는 등 5월 25일에 1군 등록이 말소되었다. 9월 11일에 1군으로 재승격해 3번·3루수로 복귀하여 9월에만 5개의 홈런을 기록했지만 시즌 초반의 낮은 타율을 극복하지 못하고 세키모토 겐타로나 아롬 발디리스에게 선발 멤버 자리를 양보하기도 했다. 같은 해 클라이맥스 시리즈에서도 대타로 출전했지만 1타석에만 들어선 채 뚜렷한 성적을 올리지 못했다.

#### 2009년
그 해에는 배수의 진으로 도전할 각오를 다지면서 마유미 감독도 이마오카 부활에 기대를 담아 아라이를 3루수로 전환하고 1루수로 이마오카를 기용할 수 있도록 배려하게 지휘를 했지만 결국 부진에서 벗어나지 못하고 타율이 1할 대로 떨어지는 등 뚜렷한 성적을 내지 못했을 뿐만 아니라 타격 부진으로 인해 출전 기회가 감소되었다. 우익수로 고정된 케빈 멘치나 수비 전환에 의해 부진에 빠진 아라이와 함께 침체의 원인을 만들어 버렸다. 9월 1일 경에 일부 언론에서 현역 은퇴 혹은 다음 시즌의 전력 구상이라는 내용의 보도가 나왔고 같은 해 10월에는 한신을 퇴단했다. 이후 11월 11일에 열린 12개 구단 합동 입단 테스트에 참가했다.

### 지바 롯데 마린스 시절

#### 2010년
전년도의 입단 테스트에서 지바 롯데 마린스가 이마오카에 대한 관심을 나타내면서 2월 1일부터 춘계 스프링 캠프에서의 연습생으로서 참가했다. 2월 3일에는 구단으로부터 합격점을 받으면서 지바 롯데에 전격 입단, 등번호는 바비 밸런타인 전 감독이 붙이고 있던 ‘2’번으로 배정을 받아 연봉은 1,500만엔(추정)로 계약했다. 정규 시즌 개막 이후 1군을 차지해 대타나 지명타자로 기용되었다. 인터리그전 시기에 일시적으로 2군에 떨어졌지만 시즌 종반 쯤에 복귀하면서 팀이 승리하면 클라이맥스 시리즈 출전이 확정되는 시즌 최종전에서는 2안타를 기록했을 뿐만 아니라 기백의 헤드 슬라이딩으로 플레이를 보여주는 등 맹활약을 했다. 클라이맥스 시리즈 제2 스테이지 첫 경기에서는 선제의 도화선이 되는 2루타를 때려 낸 것을 포함해 4차전에서는 지바 롯데 이적 후 처음으로 홈런을 기록, 5차전에서는 5년 만에 희생타를 기록하는 등 팀의 우승이 걸린 중요한 경기에서 좋은 모습을 보여주었다.

#### 2011년
그 해 13경기에만 출전하면서 23타수 3안타를 기록했다.

#### 2012년
선수 겸임에 타격 수비 코치로 발탁되었지만 그 해 1군 출전은 없었고 9월 18일에 현역 은퇴를 선언했다. 10월 5일 이스턴 리그 정규 경기가 종료된 후에 기자 회견을 열어 “마린스의 팬들은 한신과 같이 굉장히 열정적이고 뜨겁다... 또 앞으로도 마음 한 구석에서 이 이마오카라는 인간을 응원해 주길 바란다고 생각한다”라고 말했다.

## 플레이 스타일
배트 컨트롤이 교묘해서 삼진이 적은 편이다. 또 비길 데 없는 승부에서의 강한 면이 있어 2005년 시즌 147타점은 한신 타이거스 구단 역사상 최다 기록이다. 한편 주루면에서는 걸음이 느릴 정도로 병살타가 많다.
입단 초에는 유격수로 팀내 굴지의 강한 어깨를 지닌 선수였다. 와다 유타카의 현역 만년부터는 2루수, 2005년부터는 3루수로 변경되었는데 부진의 영향도 있어서인지 3루에서의 수비 범위는 좁아 송구도 약해져 수비면에서의 기여도는 저하되고 있다. 2009년은 마유미 감독의 의향으로 아라이가 3루수에 다시 변경되었기 때문에 1루수로서 시즌에 임했지만 갑작스런 부진으로 1루에서의 지킬 기회가 대부분 없었다.

## 상세 정보

### 출신 학교
- PL가쿠엔 고등학교
- 도요 대학

### 선수 경력
프로팀 경력
- 한신 타이거스(1997년 ~ 2009년)
- 지바 롯데 마린스(2010년 ~ 2012년)

국가 대표 경력
- 1996년 애틀랜타 올림픽 일본 국가대표팀

### 지도자·기타 경력
지도자
- 지바 롯데 마린스 2군 타격 코치 겸 수비 코치(2012년) ※선수 겸임.
- 한신 타이거스 2군 타격 코치 겸 야수 종합 코치(2016년 ~ 2017년)
- 지바 롯데 마린스 2군 감독(2018년 ~ 2020년)
- 지바 롯데 마린스 1군 수석코치(2021년 ~ )

해설자
- 닛칸 스포츠 야구 평론가, 마이니치 방송 야구 해설자(2013년 ~ 2015년)

### 수상·타이틀 경력

#### 타이틀
- 수위 타자: 1회(2003년)
- 타점왕: 1회(2005년)

#### 수상
- 베스트 나인: 3회(2002년, 2003년, 2005년)
- 골든 글러브상: 1회(2003년)
- 월간 MVP: 3회(2002년 4월, 2003년 7월, 2005년 9월)
- 최우수 JCB·MEP상: 1회(2005년)
- JA 전농 Go·Go상: 1회(Magic Glove상: 1999년 4월)
- 올스타전 우수 선수상: 1회(2005년 2차전)

#### 국제 대회
- 1996년 애틀랜타 올림픽 은메달

### 주요 기록

#### 첫 기록
- 첫 출장: 1997년 4월 8일, 대 요코하마 베이스타스 1차전(요코하마 스타디움), 9회말에 와다 유타카를 대신해 2루수로서 출장
- 첫 안타: 1997년 4월 9일, 대 요코하마 베이스타스 2차전(요코하마 스타디움), 8회초에 요네 마사히데로부터 좌익선상 2루타
- 첫 선발 출장: 1997년 4월 17일, 대 주니치 드래건스 3차전(한신 고시엔 구장), 7번·2루수로서 선발 출장
- 첫 타점: 1997년 5월 31일, 대 요미우리 자이언츠 10차전(한신 고시엔 구장), 1회말에 미야모토 가즈토모로부터 좌전 적시타
- 첫 홈런: 1997년 8월 3일, 대 요미우리 자이언츠 19차전(한신 고시엔 구장), 8회말에 사이토 마사키로부터 솔로 홈런

#### 기록 달성 경력
- 통산 1000안타: 2005년 5월 25일, 대 오릭스 버펄로스 2차전(한신 고시엔 구장), 6회말에 가와고에 히데타카로부터 좌월 2점 홈런 ※역대 231번째
- 통산 1000경기 출장: 2005년 8월 2일, 대 요코하마 베이스타스 13차전(요코하마 스타디움), 5번·3루수로서 선발 출장 ※역대 406번째
- 통산 100홈런: 2005년 9월 11일, 대 히로시마 도요 카프 19차전(한신 고시엔 구장), 4회말에 히로이케 고지로부터 중월 2점 홈런 ※역대 242번째

#### 기타
- 시즌 타점: 147타점(2005년) ※역대 3위, 한신 타이거스 구단 기록
- 시즌 첫 회 선두 타자 초구 홈런: 5개(2003년) ※역대 1위
- 올스타전 출장: 5회(1998년, 2002년 ~ 2005년)
- 올스타전 팬 투표 연간 득표수: 1,588,712표(2003년) ※역대 최다 기록

### 등번호
- 7(1997년 ~ 2009년)
- 2(2010년 ~ 2012년)
- 77(2016년 ~ )

### 연도별 타격 성적
| 연 도      | 소 속      | 경 기 | 타 석 | 타 수 | 득 점 | 안 타 | 2 루 타 | 3 루 타 | 홈 런 | 루 타 | 타 점 | 도 루 | 도 루 자 | 희 생 번 | 희 생 플 | 볼 넷 | 고 4 | 사 구 | 삼 진 | 병 살 타 | 타 율 | 출 루 율 | 장 타 율 | O P S |
| ---------- | ---------- | ----- | ----- | ----- | ----- | ----- | ------- | ------- | ----- | ----- | ----- | ----- | -------- | -------- | -------- | ----- | ---- | ----- | ----- | -------- | ----- | -------- | -------- | ----- |
| 1997년     | 한신       | 98    | 279   | 252   | 18    | 63    | 11      | 1       | 2     | 82    | 20    | 1     | 0        | 13       | 0        | 11    | 0    | 3     | 48    | 3        | .250  | .289     | .325     | .614  |
| 1998년     | 한신       | 133   | 524   | 471   | 48    | 138   | 20      | 3       | 7     | 185   | 44    | 4     | 4        | 27       | 4        | 22    | 0    | 0     | 54    | 15       | .293  | .322     | .393     | .715  |
| 1999년     | 한신       | 128   | 503   | 457   | 36    | 115   | 11      | 1       | 6     | 146   | 39    | 4     | 9        | 11       | 1        | 32    | 3    | 2     | 55    | 12       | .252  | .303     | .319     | .622  |
| 2000년     | 한신       | 40    | 124   | 113   | 8     | 24    | 5       | 0       | 2     | 32    | 2     | 0     | 2        | 4        | 0        | 7     | 0    | 0     | 19    | 9        | .212  | .258     | .283     | .541  |
| 2001년     | 한신       | 123   | 453   | 400   | 36    | 107   | 15      | 0       | 4     | 134   | 40    | 3     | 1        | 20       | 1        | 29    | 1    | 3     | 60    | 16       | .268  | .321     | .335     | .656  |
| 2002년     | 한신       | 122   | 548   | 505   | 46    | 160   | 40      | 0       | 15    | 245   | 56    | 0     | 1        | 10       | 2        | 28    | 6    | 3     | 62    | 8        | .317  | .355     | .485     | .840  |
| 2003년     | 한신       | 120   | 526   | 485   | 67    | 165   | 35      | 1       | 12    | 238   | 72    | 1     | 2        | 4        | 7        | 28    | 6    | 2     | 52    | 9        | .340  | .374     | .491     | .865  |
| 2004년     | 한신       | 138   | 632   | 572   | 87    | 175   | 29      | 0       | 28    | 288   | 83    | 0     | 2        | 4        | 4        | 48    | 1    | 4     | 68    | 21       | .306  | .361     | .504     | .865  |
| 2005년     | 한신       | 146   | 630   | 559   | 71    | 156   | 26      | 2       | 29    | 273   | 147   | 1     | 1        | 0        | 9        | 57    | 2    | 5     | 88    | 21       | .279  | .346     | .488     | .834  |
| 2006년     | 한신       | 59    | 218   | 204   | 16    | 45    | 3       | 2       | 7     | 73    | 29    | 2     | 0        | 0        | 4        | 7     | 0    | 3     | 42    | 13       | .221  | .252     | .358     | .610  |
| 2007년     | 한신       | 85    | 345   | 323   | 23    | 90    | 8       | 0       | 4     | 110   | 24    | 0     | 1        | 0        | 1        | 19    | 2    | 2     | 50    | 7        | .279  | .322     | .341     | .663  |
| 2008년     | 한신       | 55    | 186   | 169   | 15    | 29    | 3       | 0       | 7     | 53    | 29    | 0     | 0        | 0        | 3        | 13    | 0    | 1     | 38    | 5        | .172  | .231     | .314     | .545  |
| 2009년     | 한신       | 23    | 30    | 30    | 0     | 4     | 2       | 0       | 0     | 6     | 2     | 0     | 0        | 0        | 0        | 0     | 0    | 0     | 8     | 1        | .133  | .133     | .200     | .333  |
| 2010년     | 지바 롯데  | 26    | 45    | 44    | 3     | 10    | 2       | 0       | 0     | 12    | 6     | 0     | 0        | 0        | 0        | 1     | 0    | 0     | 3     | 4        | .227  | .244     | .273     | .517  |
| 2011년     | 지바 롯데  | 13    | 26    | 23    | 2     | 3     | 1       | 0       | 0     | 4     | 1     | 0     | 0        | 1        | 0        | 2     | 0    | 0     | 3     | 0        | .130  | .200     | .174     | .374  |
| 통산: 15년 | 통산: 15년 | 1309  | 5069  | 4607  | 476   | 1284  | 211     | 10      | 122   | 1881  | 594   | 17    | 22       | 94       | 36       | 304   | 21   | 28    | 647   | 144      | .279  | .325     | .408     | .733  |

- 굵은 글씨는 시즌 최고 성적.

### 연도별 수비 성적
| 연도 | 1루  | 1루  | 1루  | 1루  | 1루  | 1루    | 2루  | 2루  | 2루  | 2루  | 2루  | 2루    | 3루  | 3루  | 3루  | 3루  | 3루  | 3루    | 유격 | 유격 | 유격 | 유격 | 유격 | 유격   |
| 연도 | 경기 | 척살 | 보살 | 실책 | 병살 | 수비율 | 경기 | 척살 | 보살 | 실책 | 병살 | 수비율 | 경기 | 척살 | 보살 | 실책 | 병살 | 수비율 | 경기 | 척살 | 보살 | 실책 | 병살 | 수비율 |
| ---- | ---- | ---- | ---- | ---- | ---- | ------ | ---- | ---- | ---- | ---- | ---- | ------ | ---- | ---- | ---- | ---- | ---- | ------ | ---- | ---- | ---- | ---- | ---- | ------ |
| 1997 | 1    | 9    | 1    | 0    | 1    | 1.000  | 60   | 100  | 148  | 5    | 32   | .980   | 26   | 9    | 32   | 1    | 5    | .976   | 5    | 5    | 9    | 1    | 3    | .933   |
| 1998 | -    | -    | -    | -    | -    | -      | 10   | 6    | 12   | 0    | 5    | 1.000  | -    | -    | -    | -    | -    | -      | 126  | 217  | 363  | 15   | 82   | .975   |
| 1999 | -    | -    | -    | -    | -    | -      | 21   | 44   | 61   | 1    | 16   | .991   | -    | -    | -    | -    | -    | -      | 110  | 195  | 324  | 10   | 71   | .981   |
| 2000 | -    | -    | -    | -    | -    | -      | 28   | 54   | 70   | 1    | 14   | .992   | 7    | 1    | 7    | 0    | 0    | 1.000  | 16   | 12   | 33   | 0    | 7    | 1.000  |
| 2001 | -    | -    | -    | -    | -    | -      | 64   | 124  | 172  | 3    | 27   | .990   | 71   | 43   | 77   | 3    | 8    | .976   | 8    | 7    | 16   | 1    | 4    | .958   |
| 2002 | -    | -    | -    | -    | -    | -      | 121  | 200  | 349  | 6    | 68   | .978   | 1    | 1    | 0    | 0    | 0    | 1.000  | -    | -    | -    | -    | -    | -      |
| 2003 | -    | -    | -    | -    | -    | -      | 119  | 191  | 305  | 7    | 59   | .986   | -    | -    | -    | -    | -    | -      | -    | -    | -    | -    | -    | -      |
| 2004 | -    | -    | -    | -    | -    | -      | 130  | 269  | 362  | 7    | 72   | .978   | 10   | 6    | 12   | 0    | 0    | 1.000  | -    | -    | -    | -    | -    | -      |
| 2005 | -    | -    | -    | -    | -    | -      | -    | -    | -    | -    | -    | -      | 146  | 87   | 233  | 14   | 20   | .958   | -    | -    | -    | -    | -    | -      |
| 2006 | -    | -    | -    | -    | -    | -      | -    | -    | -    | -    | -    | -      | 49   | 32   | 72   | 5    | 7    | .954   | -    | -    | -    | -    | -    | -      |
| 2007 | -    | -    | -    | -    | -    | -      | -    | -    | -    | -    | -    | -      | 85   | 39   | 122  | 5    | 17   | .970   | -    | -    | -    | -    | -    | -      |
| 2008 | -    | -    | -    | -    | -    | -      | -    | -    | -    | -    | -    | -      | 44   | 16   | 50   | 5    | 6    | .930   | -    | -    | -    | -    | -    | -      |
| 2009 | 3    | 19   | 1    | 0    | 3    | 1.000  | -    | -    | -    | -    | -    | -      | -    | -    | -    | -    | -    | -      | -    | -    | -    | -    | -    | -      |
| 2011 | 2    | 13   | 0    | 0    | 1    | 1.000  | -    | -    | -    | -    | -    | -      | -    | -    | -    | -    | -    | -      | -    | -    | -    | -    | -    | -      |
| 통산 | 6    | 41   | 2    | 0    | 5    | 1.000  | 553  | 988  | 1479 | 30   | 293  | .988   | 439  | 234  | 605  | 33   | 63   | .962   | 265  | 436  | 745  | 27   | 167  | .978   |

- 2011년 기준, 굵은 글씨는 시즌 최고 성적.